# Computerschaak Vereniging Nederland
La Computerschaak Vereniging Nederland (usualmente abbreviata in CSVN) è la federazione olandese di scacchi per computer. Fondata il 18 ottobre 1980, è una delle prime e più importanti federazioni nazionali nel suo genere e organizza diversi eventi importanti nel settore della computer chess, tra i quali il Dutch Open Computer Chess Championship (tenutosi annualmente dal 1981 al 2011) e l'International CSVN Tournament (noto come ICT, tenutosi annualmente dal 2001 al 2013), sostituiti nel 2013 dal CSVN Programmers Tournament (PT).
Dopo la squalifica di Rybka da parte della ICGA nel 2011, la CSVN si è schierata contestando la decisione della federazione internazionale e a seguito di ciò diversi eventi organizzati dall'associazione olandese sono stati disertati per protesta da numerosi top team.